# Ivar-Huitfeldt-Säule

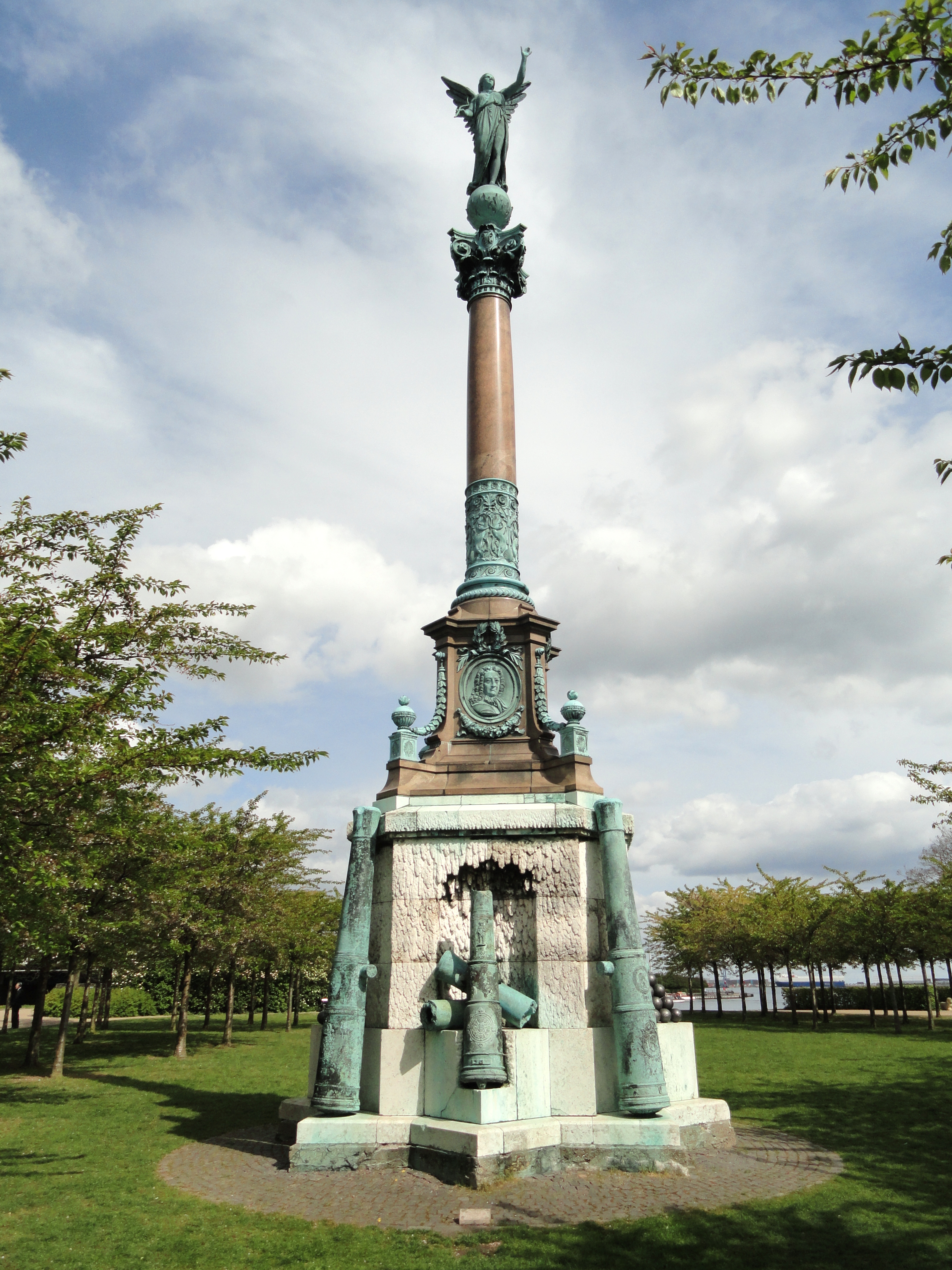
Ivar-Huitfeldt-Säule

Die Ivar-Huitfeldt-Säule ist ein Denkmal an der Langelinie in Kopenhagen, das an den Tod von Admiral Ivar Huitfeldt und seiner Mannschaft auf der HDMS Dannebroge erinnert, die während der Schlacht in der Køgebucht im Großen Nordischen Krieg explodierte und sank. Das Denkmal wurde 1886 nach einem Entwurf von Vilhelm Dahlerup errichtet. Ferdinand Edvard Ring war für die Statue der römischen Siegesgöttin Victoria und die Reliefs verantwortlich, während Carl Brummer die architektonische Gestaltung des Denkmals übernahm.

## Geschichte
Die ursprünglichen Pläne für ein Ivar-Huitfeldt-Denkmal sahen ein viel kleineres Denkmal vor, eine Art Steinhaufen, aber nach der Intervention des Carlsberg-Brauers Carl Jacobsen, der bereits mehrere Denkmäler in Kopenhagen gestiftet hatte, wurde beschlossen, einen Wettbewerb für den Entwurf auszuschreiben. Den Wettbewerb gewann Vilhelm Dahlerup. Ursprünglich war geplant, das Denkmal auf dem kleinen Friedhof bei der Holmens Kirke in der Nähe des Haupteingangs in der Havnegade aufzustellen, aber Dahlerups Denkmal wurde schließlich als zu groß für den Standort erachtet. Die Bronzeteile wurden in der Bronzegießerei von C.F. Holm in Gammel Mønt gegossen.

## Hintergrund
Am 4. Oktober 1710 geriet das von Huitfeldt befehligte Linienschiff HDMS Dannebroge in einem Gefecht mit den Schweden in Brand. Er gab den Befehl zur Fortsetzung des Gefechts, das erst durch die Explosion des Schiffes beendet wurde. Huitfeldt und 497 Besatzungsmitglieder verloren ihr Leben.
Die Kanonenrohre und Kugeln wurden 1872–1875 aus dem Wrack der Dannebroge geborgen.

## Beschreibung

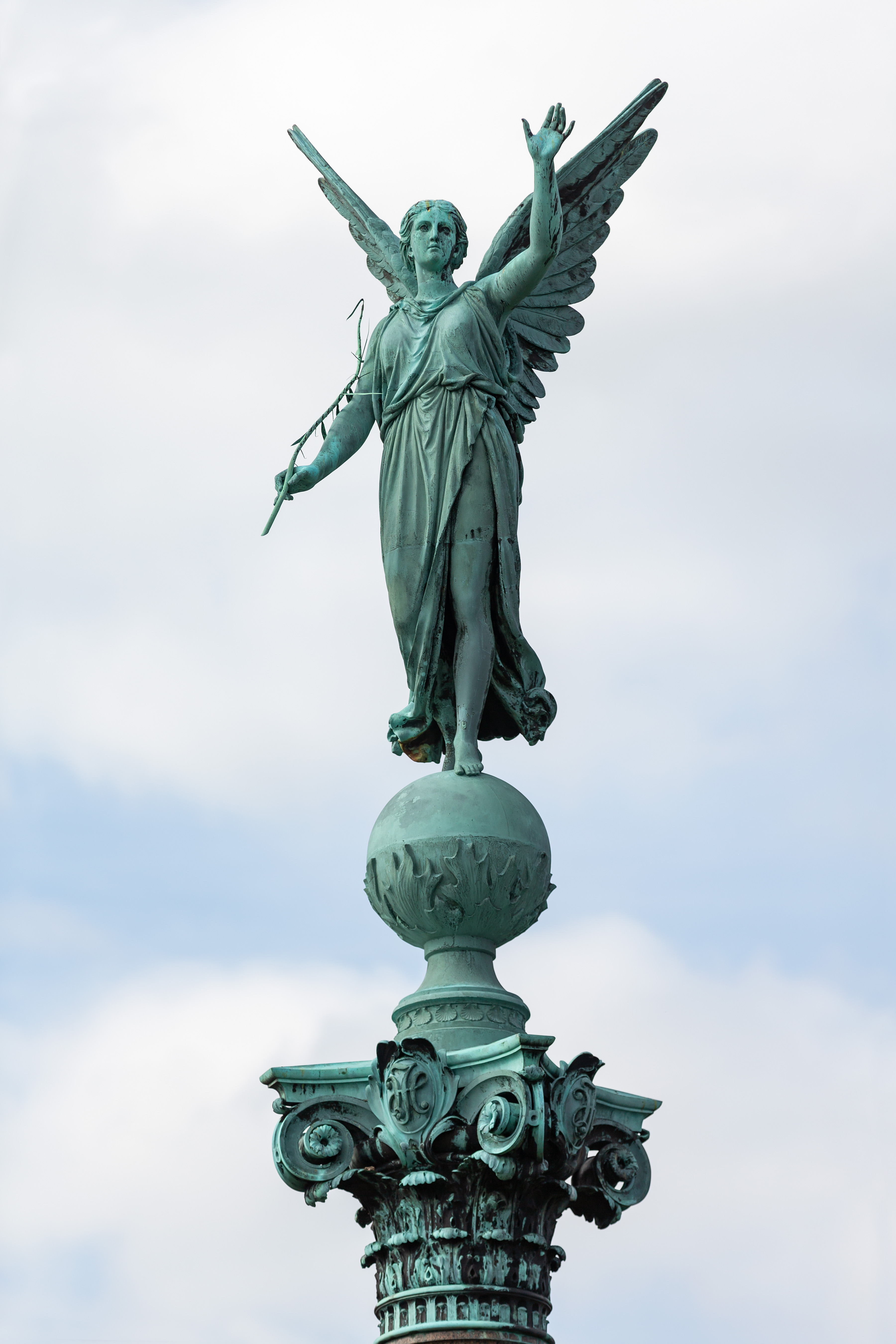
Die Statue an der Spitze

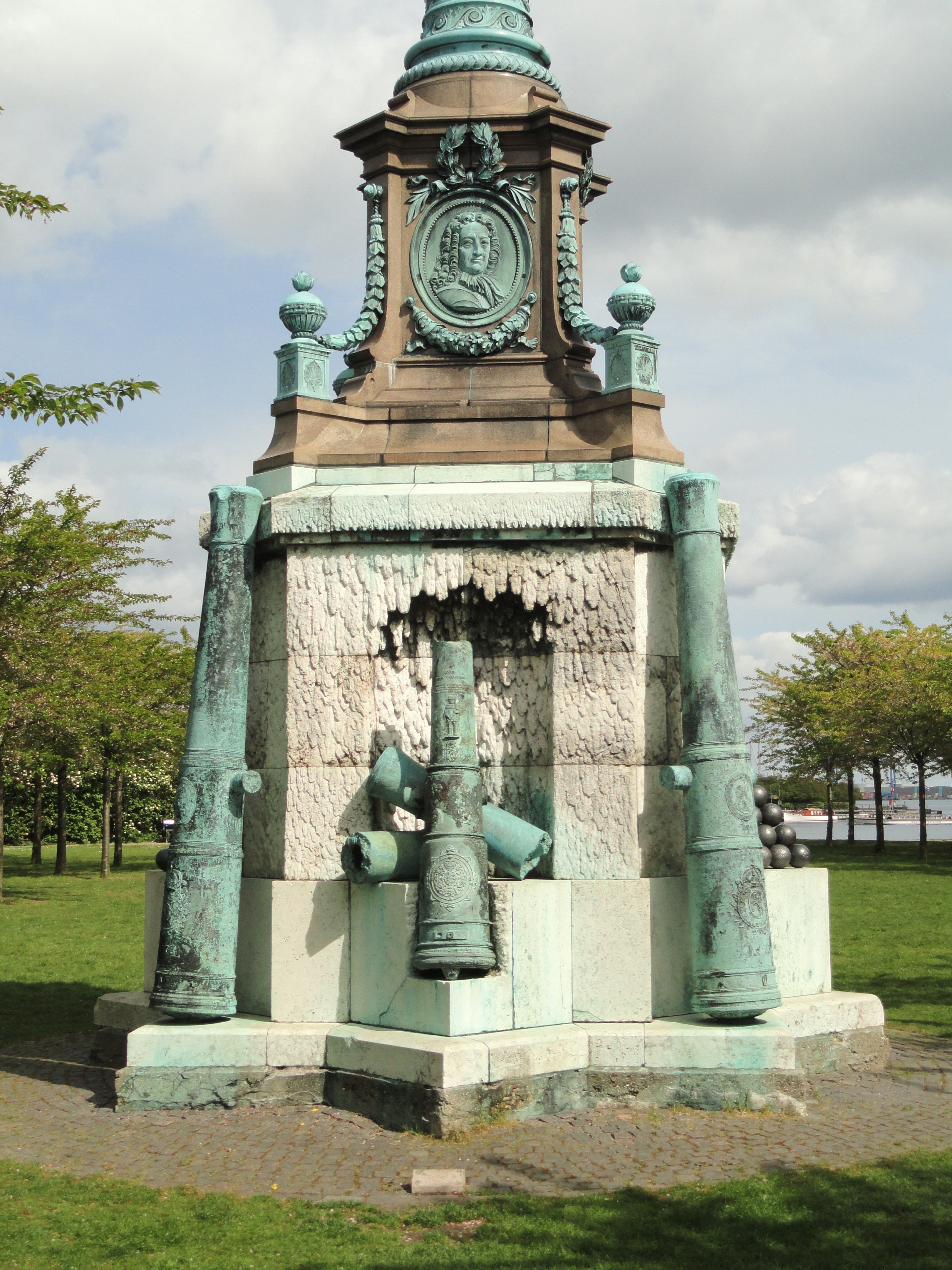
Der Sockel

Das Denkmal ist etwa 19 Meter hoch und misst an der Basis 3,377 × 3,77 Meter. Der fünf Meter hohe Sockel besteht aus zwei schmalen und einer breiten Kalksteinplatte in Form eines achtzackigen Sterns mit einem Durchmesser von 4 Metern. Darauf ruht ein quadratisches Kalksteinelement mit ausgehöhlten Ecken. In jeder Ecke befinden sich über 4 m hohe, unregelmäßige Kanonenrohre. Die grob behauenen Seitenflächen sind als Tropfsteinhöhlen gestaltet. In der vorderen Höhle sind Reste von Kanonenrohren, in den anderen pyramidenförmig gestapeltete Kanonenkugeln und der Anker des Schiffes.
Es folgt ein quadratisches Element aus bräunlichem Granit, dessen Ecken wie Pilaster nach vorne gezogen sind. Daran sind Bronzegirlanden befestigt, die bis zu vier Bronzelampen reichen. Auf der Vorderseite befindet sich ein Bronzerelief von Huitfeldt, auf der Rückseite ein Text über ihn und die Schlacht. Auf der einen Seite befindet sich sein Wappen, auf der anderen Dannebroge mit Segel.
Daran schließt sich die 9 Meter hohe Granitsäule an, die unten ein breites Bronzeband mit Wellen, Muscheln und Meerespflanzen trägt. Die Säule endet mit einem romantisierten ionischen Kapitell aus Bronze. Den krönenden Abschluss bildet die 4 m hohe Bronzestatue der Siegesgöttin Victoria, die auf einer Kugel steht und von Flammen umgeben ist. Die Siegesgöttin hat große Flügel und trägt ein langes, ärmelloses Gewand, das ihr linkes Bein und ihren nackten Fuß freilässt. In der rechten Hand hält sie einen Friedenszweig. Ihr leicht trauriger Blick folgt der erhobenen linken Hand, die sich nach oben richtet.